# Petra Zindler
Petra Zindler (* 11. Februar 1966 in Köln) ist eine ehemalige deutsche Schwimmerin, die für die Bundesrepublik Deutschland startete. Sie gewann 1984 eine olympische Bronzemedaille.
Petra Zindler startete für den SV Rhenania Köln und trainierte bei Gerhard Hetz und Elmar Schneider. 1981 und 1982 gewann sie bei den Deutschen Meisterschaften den Titel über 200 Meter Brust sowie den Titel auf beiden Lagenstrecken, die beiden Lagentitel erkämpfte sie bis 1985 fünfmal in Folge. Zusätzlich gewann sie 1983 und 1985 den Titel über 200 Meter Schmetterling und 1985 den Titel über 200 Meter Freistil.
Bei den Europameisterschaften 1981 in Split belegte sie sowohl über 200 Meter Schmetterling als auch über 400 Meter Lagen den vierten Platz; über 200 Meter Lagen wurde sie Siebte. Bei den Schwimmweltmeisterschaften 1982 in Guayaquil erreichte sie beide Lagenfinale, über 200 Meter wurde sie Achte, über 400 Meter Sechste. 1983 bei den Europameisterschaften in Rom wurde sie Dritte über 400 Meter Lagen, Sechste über 200 Meter Lagen und Siebte über 200 Meter Schmetterling. Mit der 4-mal-200-Meter-Freistilstaffel gewann sie Silber.
Bei den Olympischen Spielen 1984 in Los Angeles wurde Zindler Siebte über 200 Meter Lagen und erhielt Bronze über 400 Meter Lagen. 1985 gewann sie noch eine Bronzemedaille, als sie bei den Europameisterschaften in Sofia Dritte über 200 Meter Schmetterling wurde.